# Stein von Kamienski

Wappen der Familie Stein von Kaminski

Die Familie der Stein von Kamienski ist ein ursprünglich polnisches Adelsgeschlecht, welches auch den preußischen Adelsstand erreichte.

## Geschichte
Die sichere Stammreihe beginnt mit Stanislaus Kamieński († 1699), dessen Sohn Jacob sich in Preußen niederließ. Am 15. Juni 1802 erfolgte die preußische Adelsanerkennung „Stein von Kamienski“ für den Geheimen Kriegsrat und späteren Regierungspräsidenten von Bromberg Johann Salomo Jackstein. Eine weitere am 15. Februar 1819 für dessen Bruder den königlich preußischen Amtsrat in Karthaus (bei Danzig) George Friedrich Jackstein, Herr von Wyczechowo, Groß-Czapielken und Fietschau im Bezirk Danzig.

## Wappen
Das Wappen zeigt auf blauem Grund ein nach oben offenes goldenes Hufeisen, in dem sich ein silbernes Kreuz befindet. Die Helmdecken sind Blau und Gold. Die Helmzier zeigt einen Habicht, der im Fang das Hufeisen mit dem Kreuz hält.

## Bekannte Familienmitglieder
- August Stein von Kaminski (1848–1922), preußischer Generalleutnant
- Friedrich Stein von Kaminski (1791–1846), preußischer Generalmajor
- Georg Stein von Kamienski (1836–1921), deutscher Politiker
- Gottfried (Götz) Stein von Kamienski (1896–1977), Jurist, Kurator und Kanzler[4] d. Univ. Bonn, Kommendator d. Johanniterordens
- Gustav Stein von Kamienski (1791–1875), preußischer Generalmajor
- Karl Stein von Kaminski (1789–1872), preußischer Generalleutnant
- Oskar Stein von Kaminski (1820–1894), preußischer Generalmajor
- Rudolf Stein von Kaminski (1818–1875), preußischer Generalleutnant
- Nikolaus Stein von Kamienski (* 1961), deutscher Regisseur